# Szentivanyella latilamellata
Szentivanyella latilamellata är en kvalsterart som beskrevs av Balogh och Sandór Mahunka 1969. Szentivanyella latilamellata ingår i släktet Szentivanyella och familjen Microzetidae. Inga underarter finns listade i Catalogue of Life.